# Astomum novae-valesiae
Astomum novae-valesiae là một loài rêu trong họ Pottiaceae. Loài này được Broth. ex G. Roth mô tả khoa học đầu tiên năm 1913.